# Rocca Bianca (Venezia)
Rocca Bianca, che è nota anche come Palazzo Trevisan, è un edificio storico di Venezia che si trova sull'isola della Giudecca.

## Storia

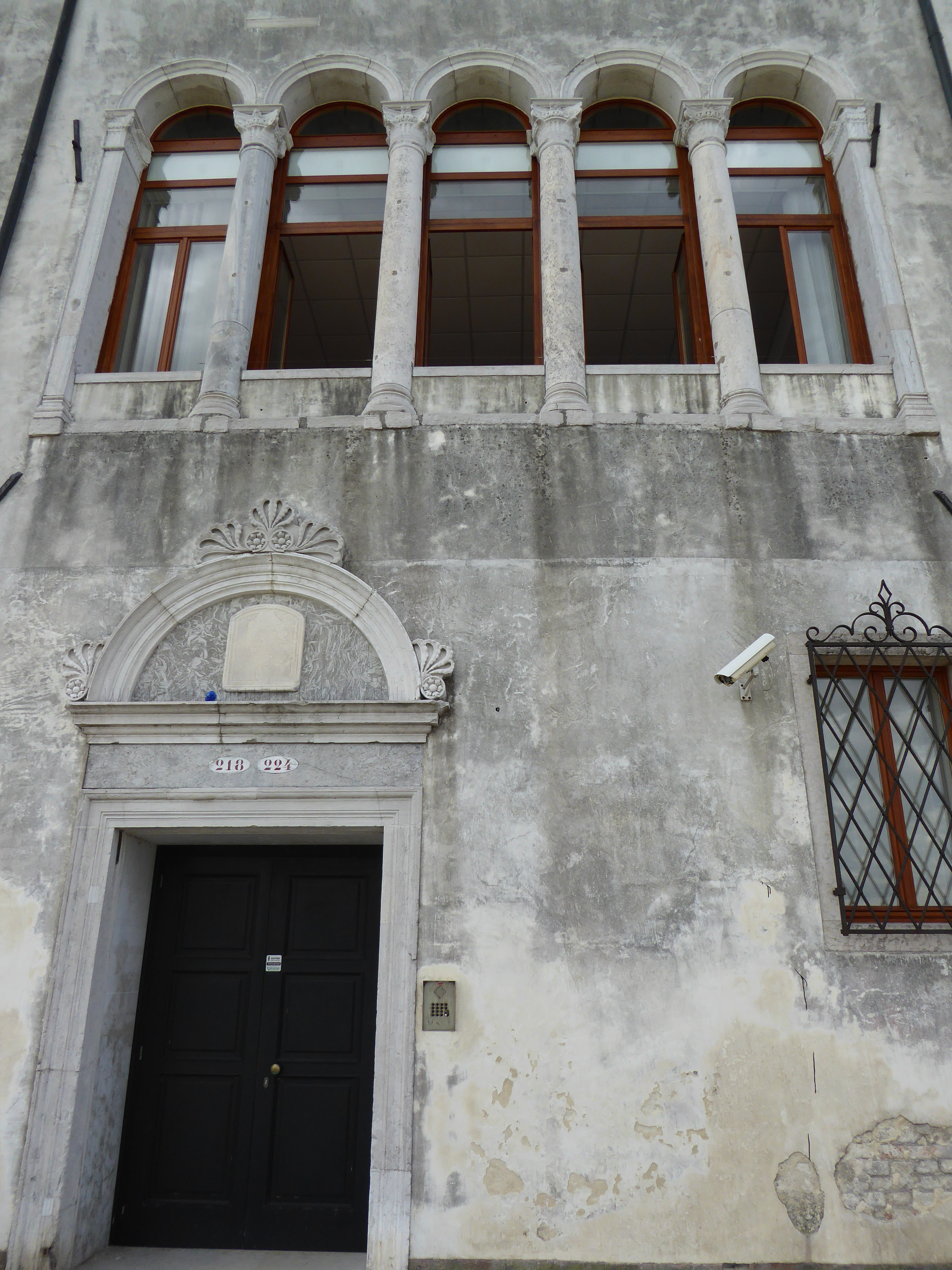
Loggia sulla facciata.

Il palazzo signorile venne edificato attorno alla fine del XV secolo dalla famiglia Visconti di Milano e nel cortile se ne conserva ancora lo stemma. In tempi successivi entrò tra i beni della famiglia Foscolo e dal 1832 fu proprietà  dell'importante famiglia veneziana dei Baffo.

## Descrizione
Il prospetto principale della dimora è rinascimentale e si affaccia sul canale della Giudecca. Il particolare più interessante è la loggia in marmo che si trova a livello del piano nobile, sopra il portale di accesso architravato e sormontato da una lunetta in cornice a tutto sesto. Anticamente era dotata di un grande giardino in seguito utilizzato per insedimanenti cantieristici.